# Сан-Бернарду (Авейру)
Сан-Бернарду (порт. São Bernardo) — район (фрегезия) в Португалии, входит в округ Авейру. Является составной частью муниципалитета Авейру. Находится в составе крупной городской агломерации Большое Авейру. По старому административному делению входил в провинцию Бейра-Литорал. Входит в экономико-статистический субрегион Байшу-Воуга, который входит в Центральный регион. Население составляет 4079 человек. Занимает площадь 3,98 км².